# Scott Z. Burns
Scott Z. Burns (ur. 1962 w Golden Valley, Minnesota) – amerykański scenarzysta, producent filmowy i reżyser. Ukończył w 1985 roku University of Minnesota, uzyskując dyplom magistra na podstawie pracy z języka angielskiego. Jest autorem scenariuszy do filmów, w których występował Matt Damon: Ultimatum Bourne’a (2007), Intrygant (2009), and Epidemia strachu (2011). Jego filmy Intrygant, Epidemia strachu and Panaceum reżyserował Steven Soderbergh. Burns był także producentem filmu Niewygodna prawda. Artykuł, opublikowany w gazecie The New York Times, zainspirował Burnsa do utworzenia filmu, poświęconego skandalu wokół brytyjskiego profesora fizyki Paula Framptona i czeskiej modelki Denise Milani.

## Filmografia
- Niewygodna prawda (2006) producent
- Połowiczny rozpad Timofieja Bierezina (2006) reżyser i scenarzysta
- Ultimatum Bourne’a (2007) scenarzysta
- Intrygant (2009) scenarzysta
- Epidemia strachu (2011) scenarzysta
- Untitled Donald Crowhurst film (2016) scenarzysta[10]
- Filthy Lucre (Californication) (2007) reżyser